# Grönlandshavet

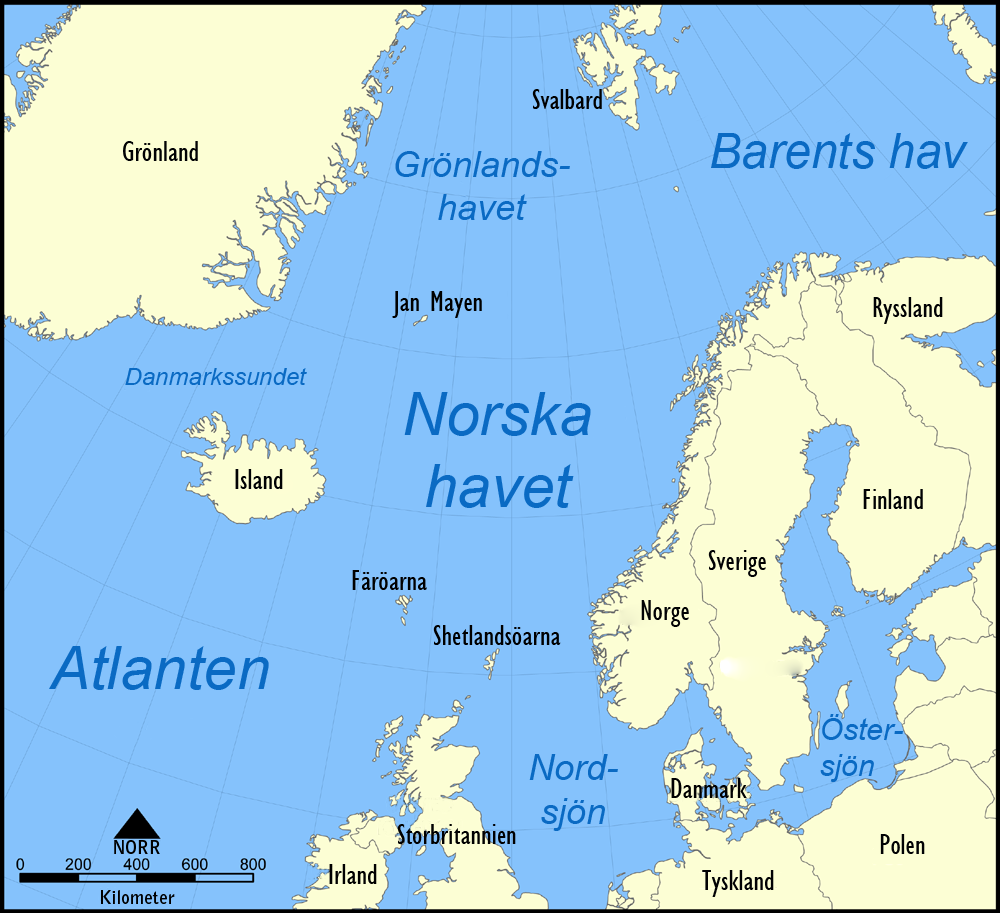
Grönlandshavet visas i kartans övre del.

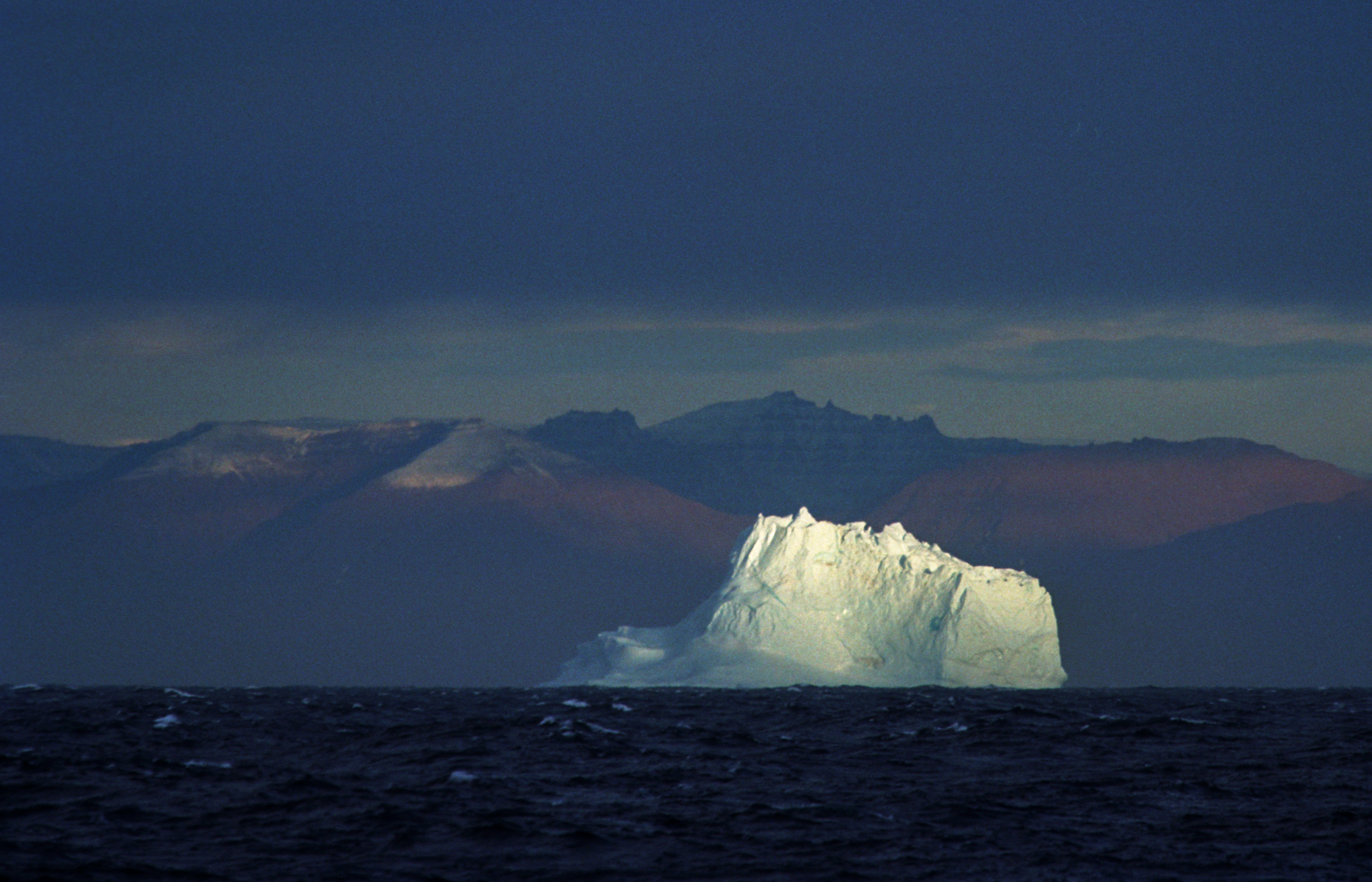
Isberg i Grönlandshavet

Grönlandshavet är ett bihav som räknas antingen till Atlanten eller till Norra ishavet. Havet ligger intill Grönland i nordväst och gränsar i sydost mot Norska havet längs en linje som går mellan Island, Jan Mayen och Svalbard. I norr gränsar det via Framsundet med Wandels hav i egentliga Norra ishavet. I söder gränsar det via Danmarkssundet med Irmingerhavet och mer centrala delar av Atlanten. Den södra delen av Grönlandshavet (sydväst om Jan Mayen) kallas ibland Islandshavet.
Grönlandshavet är i genomsnitt 1 205 meter djupt och 4 800 meter på djupaste stället. Hela arealen beräknas ungefär till 1 450 000 km².
Grönlandshavet är en vattenmassa som gränsar till Grönland i väster, Svalbards skärgård i öster, Framsundet och Norra ishavet i norr och Norska havet och Island i söder. Grönlandshavet definieras ofta som en del av Norra ishavet, ibland som en del av Atlanten. Definitioner av Norra ishavet och områden tenderar dock att vara oprecisa eller godtyckliga. I allmänt bruk skulle termen Norra ishavet utesluta Grönlandshavet. I oceanografiska studier betraktas Grönlandshavet som Norska havet. De nordiska haven är huvudförbindelsen mellan Arktis och Atlanten och kan som sådan ha stor betydelse för en eventuell avstängning av termohalin cirkulation. Inom oceanografin kallas Norra ishavet och Norska havet ofta kollektivt som "Arctic Mediterranean Sea", ett bihav av Atlanten.
Genom Grönlandshavet strömmar vatten och is från Polarbassängen söderut genom Grönlandsströmmen. När det kalla vattnet från Polarbassängen sjunker och bildar en kärna i de djupa vatten som strömmar genom oceanernas inre, kan det påverka klimatet globalt.

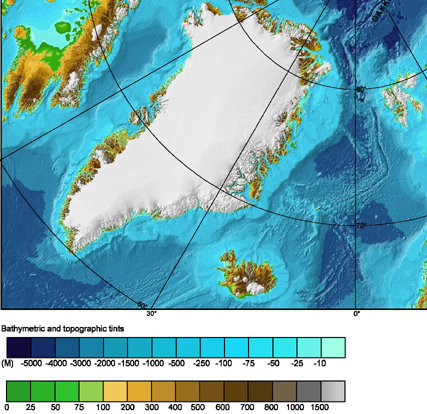
Havstopografi

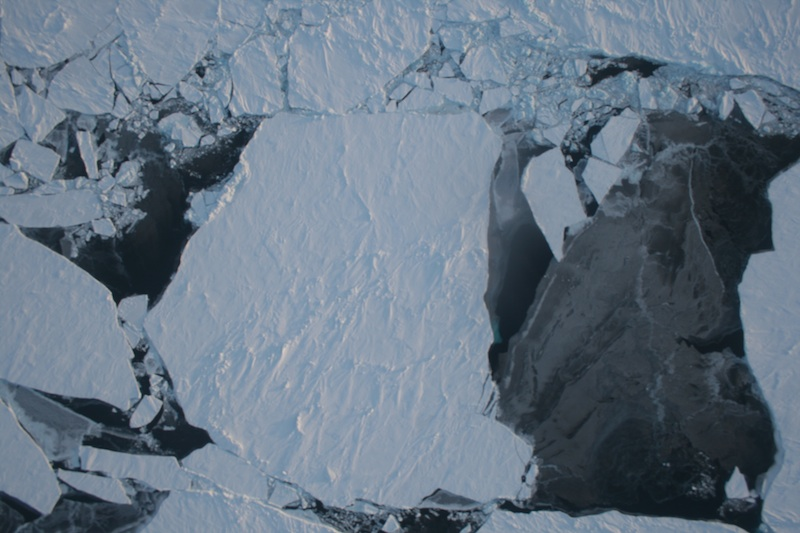
Havsisen utanför nordvästra Grönland

## Utsträckning
International Hydrographic Organization definierar Grönlandshavets gränser enligt följande: 
I norr. En linje som förbinder Spetsbergens nordligaste punkt med Grönlands nordligaste punkt.
I öster. Spetsbergens västra kust. 
I sydost. En linje som förenar den sydligaste spetsen av Spetsbergen [sic] till den norra spetsen av ön Jan Mayen, nedanför öns västkust till dess yttersta södra punkten, därifrån en linje till den yttersta östra punkten Gerpir vid 65°05′N 13°30′W] på Island.
I sydväst. En linje som förenar Straumnes (yttersta delen av Island i nordväst) till Kap Nansen (68°15′N 29°30′W) på Grönland.
I väster. Grönlands östra och nordöstra kust mellan Kap Nansen och den nordligaste punkten.

## Historia
Medan havet har varit känt sedan mycket länge utfördes de första vetenskapliga undersökningarna 1876–1878 som en del av den norska nordatlantiska expeditionen. Sedan dess har många länder, främst Norge, Island och Ryssland, skickat vetenskapliga expeditioner till området. Det havsströmmarnas komplexa system i Grönlandshavet beskrevs 1909 av Fridtjof Nansen.
Den första fullständiga mänskliga överfarten av Grönlandshavet uppnåddes 2017 genom en roddexpedition, Polar Row, ledd av Fiann Paul.

## Geografi och geologi
Eyjafjörður, den längsta fjorden i norra Island, tillhör Grönlandshavet.
Silt fyller undervattenshålorna och ravinerna; siltig sand, grus, stenblock och andra av erosionsprodukter täcker hyllorna och åsarna.
Även om den djupaste punkten inuti havet är 4 846 m (15 899 fot), har djup ner till 5 570 m (18 270 fot) uppmätts i Molloy Deep i Framsundet, som förbinder havet med Norra ishavet i norr. Grönlands istäcke når ner till havet vid Jökelbukten.

## Fauna
Grönlandshavet har mängder av organismer som utgör basen i den oceaniska näringskedjan. Stora ryggradslösa djur, fiskar (som torsk, sill, kungsfisk, hälleflundra och rödspätta), fåglar och däggdjur (inklusive olika arter av sälar, valar och delfiner) livnär sig alla på de mindre ryggradslösa djuren och små organismer. Mossor, lavar och små buskar runt kusterna tjänar som mat åt renar och myskoxar, som i sin tur jagas av isbjörnen.
Större öar i Grönlandshavet är ögruppen Svalbard, Jan Mayen samt kustnära öar utanför nordöstra Grönlands stränder, såsom Hovgaard Ø, Ellas ö, Godfred Hansen Ø, Île-de-France, Lynn Ø, Norske øer, Gamma Ø och Schnauder  Ø. Av dem är bara Svalbardöarna bebodda och Jan Mayen har bara tillfällig militär personal sedan Nationernas Förbund hade gett Norge jurisdiktion över ön. 1921 öppnade Norge den första meteorologiska stationen där. Den var omstridd av Tyskland och Storbritannien under andra världskriget. Flera radiostationer och meteorologiska stationer finns på ön nuförtiden.

## Olja och gas
United States Geological Survey har uppskattat att minst 13 % av världens oupptäckta oljefyndigheter och 30 % av världens oupptäckta gasfickor är belägna i Arktis, där Grönlandshavet där det kan finnas stora mängder naturgas och mindre mängder kondensat och råolja. Detta har fått Grönlands landsting att erbjuda ett stort antal offshorekoncessioner för potentiell utvinning av kolväten (olja och gas). Majoriteten av koncessionerna är belägna i hav väster om Grönland (främst Davis sund och Baffinbukten), men med 19 koncessioner i Grönlandshavet.
I slutet av 2013 erhöll totalt tre konsortier kolväteutvinningsrättigheter för fyra stora områden av Grönlandshavet från Greenland Bureau of Mineral and Petroleum. Konsortierna leds av oljebolagen Statoil, Chevron och Eni, men flera andra mindre bolag deltar, som Shell, British Petroleum, DONG Energy och Nunaoil. Sedan dess har en femte kolvätekoncession sålts. Exxon Mobil, det största oljebolaget i världen och med stor erfarenhet i Arktis, ansökte också om oljeutvinningsrättigheter i Grönlandshavet till en början, men drog sig ur i december 2013 av okända skäl och koncentrerade insatserna på skiffergas och den amerikanska marknaden istället.
Att borra efter olja i djupa vatten i en kall arktisk miljö är ett nytt åtagande för oljeindustrin och innebär många risker. På grund av dessa svårigheter förväntar sig Grönlands landsting att de första provborrningarna kommer att äga rum tidigast i mitten av 2020-talet. De uppskattar att ett preliminärt program med seismiska undersökningar, provborrningar och ordentliga säkerhetsåtgärder kommer att ta cirka 16 år och en investering på cirka 500 miljoner USD i varje koncession.